# Виртуелни кампус
Виртуелни кампус или е-кампус се односи на онлајн понуде колеџа или универзитета где се факултетски рад завршава или делимично или у потпуности онлајн, често уз помоћ наставника, професора или асистента. Многи колеџи и универзитети сада нуде такве курсеве (или читаве дипломске програме) било делимично или у потпуности на мрежи. Процењује се да постоји 4.500 таквих установа са укупним уписом који се приближава можда 2 милиона.
Већина студената који користе виртуелне кампусе за стицање онлајн диплома су одрасли студенти из три главна разлога: 
- Флексибилност – Одрасли са пуним радним временом и породице сматрали би немогућим свакодневно похађање наставе у традиционалној школи. Онлајн часови омогућавају ученицима да раде сопственим темпом и раде око свог ужурбаног живота.
- Цена – Цена дипломе на мрежи је релативно јефтинија него на традиционалном факултету. Добијање дипломе на мрежи елиминише трошкове као што су трошкови учионица и трошкови одржавања објеката које традиционални студенти морају да плате зато што користе кампус. Међутим, јефтинија цена дипломе на мрежи не умањује вредност дипломе.
- Широки избори – Студенти могу остати код куће и бити доступни за дипломе које можда не нуде универзитети или колеџи у близини.

Школе користе различите алате за извођење наставе – које се обично називају системи за управљање учењем (Learning management system - LMS) или системи за управљање курсевима (Course management system - CMS). CMS се такође може односити на системе за управљање садржајем.
Неки од аспеката који спадају у виртуелни кампус укључују различите врсте активности учења као што су предавања, домаћи задаци, дискусије, читања, задаци. Настава се обично одвија самостално користећи документе на мрежи и базе података које би им могле бити доступне. Тестови и други задаци доступни су на мрежи у посебним програмима који се користе за онлајн часове. Друге методе које се користе у виртуелном кампусу су сесије уживо, видео конференције, дискусије и дељење различитих апликација. Појединци могу да приступе материјалима кад год желе под контролом наставника и могу да приступе било где на мрежи где могу да приступе коришћењу интернета. Е-пошта је велики део виртуелних кампуса и често се користи пре, током и после сесија. Ово помаже појединцима да размењују информације и/или их усмере у правом смеру који би био користан у повећању и разумевању различитих метода које су им доступне путем докумената и онлајн извора.

## Искуство виртуелног кампуса
Shirley Alexander са сарадницима спровела је студију Процена информационе технологије пројекти за универзитетско учење и открио да употреба технологије није сама по себи резултирала побољшањем квалитета учења, већ да успех зависи од дизајна целокупног искуства учења.  Постоје два главна модела виртуелног кампуса који се појављују. Први од њих је онај у којем образовна установа користи комуникационе и информационе технологије за пружање свих конвенционалних услуга. У другом моделу, услуге су раздвојене, при чему су неке уговорене са другим организацијама.  Виртуелни кампуси су усредсређени на ученике, а студенти могу да прилагоде свој виртуелни кампус тако да одговарају њиховим стиловима учења и преференцама захваљујући Интернету и телекомуникационим технологијама. Телеконференције, видео конференције, интерактивни мултимедијални пакети засновани на рачунару и различити облици компјутерски посредоване комуникације су технологије које омогућавају синхрону испоруку садржаја и интеракцију у реалном времену између наставника и ученика, као и могућности за решавање проблема било појединачно или као тим. 